# Mariano Herrero y Sessé
Mariano Herrero y Sessé (n. Madrid, 1825) fue un músico español.

## Biografía
Nació en Madrid el 25 de marzo de 1825 y cursó sus estudios musicales en el Conservatorio. Recibió clases de canto de Baltasar Saldoni, aunque otorgó preferencia al contrabajo, su instrumento favorito, del que más adelante sería profesor. Pasó en 1849 a Salamanca, en cuyo teatro había una compañía de zarzuela. Un año después, fue escriturado para formar parte de la orquesta del Teatro Real, cuando se inauguraron las óperas en ese teatro. Marchó en 1855 al coliseo de Santander, donde había compañía de ópera y zarzuela, y en 1857, con motivo del estreno del teatro de la Zarzuela de la madrileña calle de Jovellanos, le ajustaron para la orquesta como uno de los profesores de contrabajo. En 1858 volvió otra vez a pertenecer al Teatro Real hasta el año siguiente, cuando ya fue escriturado en la calle de Jovellanos. Allí continuó al menos hasta 1868.
Herrero y Sessé, que también perteneció a la orquesta del teatro Rossini durante los tres años que actuó en él la compañía de ópera italiana, fue uno de los profesores que formaron parte desde la instalación en 1866 de la Sociedad de Conciertos. Copió unos Elementos para el contrabajo con un nuevo modo de hacer uso de los dedos del italiano Bonifazio Asioli.